# Francisco Coloane
Francisco Coloane (19 iulie, 1910 – 5 august, 2002) a fost un scriitor chilian.

## Opere
- Cabo de Hornos (1941)
- El último grumete de la Baquedano (1941)
- La Tierra del Fuego se apaga (1945)
- Golfo de Penas (1945)
- Los conquistadores de la Antártida (1945)
- Tierra del Fuego (1956)
- Viaje al Este (1958)
- El camino de la ballena (1962)
- El chilote Otey y otros relatos (1971)
- Rastros del Guanaco Blanco (1980)
- Crónicas de la India (1983)
- Velero Anclado (1995)
- Cuentos completos (1999)
- Papeles recortados (2004) - postum[4]
- Última carta (2005) postum[5]